# Jean-Jacques Duvidal de Montferrier
Jean-Jacques Philippe Marie Duvidal, marquis de Montferrier (12 avril 1752, Montpellier - 19 octobre 1829, Paris), est un militaire et homme politique français.

## Biographie
Fils du marquis Jean Antoine Duvidal de Montferrier (1700-1786), syndic général des États du Languedoc, et de Rose Vassal, il succède à son père dans ses fonctions. 
Employé au bureau des commissaires des guerres du département de la Guerre en 1793, il est suspect sous la Terreur et arrêté. 
Grâce à la protection de son cousin Jean-Jacques-Régis de Cambacérès, il est nommé administrateur général des hospices de Paris en 1799, inspecteur général des postes en janvier 1800 et administrateur du département de la Seine en mars 1800. 
Le 8 novembre 1800, il devient membre du Tribunat, dont il assure la présidence du 21 février au 22 mars 1804.
Il passe maître des comptes lors la création de la Cour des comptes en 1807. Il donne sa démission pour raison de santé le 19 août 1827.
Marié à Charlotte Chardon (fille de Daniel Marc Antoine Chardon), puis à Jeanne Delon, il est le père de :
- Rose, épouse de Pierre-Léon Basterrèche, puis du chevalier Olivier Lavollée
- Louise Rose Julie Hugo, épouse d'Abel Hugo
- Zoé Jacqueline, épouse de Pierre-Charles Alexandre Louis
- Jean Armand, officier